# Aristea di Nicandro (scultore)
Aristea di Nicandro (in greco antico: Αριστέα του Νικανδρο?; Megalopoli, II secolo a.C. – II secolo a.C.) è stato uno scultore greco antico.

## Biografia
Aristea, figlio di Nicandro di Megalopoli, fu attivo intorno al 150 a.C.
Di tutti i suoi lavori rimane solo la firma su una base di statua trovata ad Olimpia (Löwy, Inschr. griech. Bildhauer, Lipsia 1885, 271).
Non si posseggono altre informazioni biografiche e nemmeno altri reperti riguardanti Aristea di Nicandro.